# Myoictis leucura
Myoictis leucura är ett däggdjur i familjen rovpungdjur som hittills är känd från en liten region på östcentrala Nya Guinea. Arten beskrevs så sent som 2005 vetenskaplig.
Individer av arten fångades 1984 för första gången. De hittades i bergstrakter som är 650 till 1 600 meter höga. Regionen är täckt av tropisk regnskog.
Myoictis leucura är troligen aktiv på natten och vistas främst på marken.
Arten når en kroppslängd (huvud och bål) av 20 till 23 cm och har en lite kortare svans. Djuret har 3,9 till 4,1 cm långa bakfötter och en vikt av 200 till 230 g. Kännetecknande är svansen som i främre halvan har 1,0 till 1,5 cm långa brunaktiga hår på toppen och på sidorna medan bakre halvan är täckt av korta vita hår. Pälsen på ovansidan är rödbrun och mellan de tre längsgående svarta strimmorna, som finns hos alla släktmedlemmar, är den röda färgen intensivare. Även i ansiktets centrum förekommer en mörkare strimma. Djuret har röda fläckar vid öronen och själva öronen samt fötterna är mörka.